# Andy Tennant
Andy Tennant (Chicago, 1955 –) amerikai forgatókönyvíró, film- és televíziós rendező, táncos és színész.

## Élete
Andy Tennant 1955-ben született Chicagóban, és Flossmoor-ban, Chicago külvárosában nőtt föl. Gyermekként a nyarakat az Old Mission-félszigeten töltötte Michigan északi részén, illetve Camp Minocqua-ban (Észak-Wisconsin). 1973-ban a Homewood-Flossmoor középiskolában érettségizett, majd egy dél-kaliforniai egyetemen (University of Southern California, USC) John Houseman-tól tanult színészetet.
Első színészi szerepe 1980-ban egy diákszerep volt a Midnight Madness című filmben, első jelentősebb szerepe pedig az volt, mikor beválogatták a Grease (1978) című film táncos és énekes szerepére, majd az 1982-es folytatásban is.
Tennant felesége Sharon Johnson-Tennant, négy gyermekük van, közülük hárman ikrek.

## Filmográfia

### Film
| Év   | Magyar cím             | Eredeti cím                    | Feladatkör | Feladatkör |
| Év   | Magyar cím             | Eredeti cím                    | Rendező    | Író        |
| ---- | ---------------------- | ------------------------------ | ---------- | ---------- |
| 1995 | Kettőn áll a vásár     | It Takes Two                   | Igen       | Nem        |
| 1997 | Bolond szél fúj        | Fools Rush In                  | Igen       | Nem        |
| 1998 | Örökkön-örökké         | Ever After: A Cinderella Story | Igen       | Igen       |
| 1999 | Anna és a király       | Anna and the King              | Igen       | Nem        |
| 2002 | Mindenütt nő           | Sweet Home Alabama             | Igen       | Nem        |
| 2005 | A randiguru            | Hitch                          | Igen       | Nem        |
| 2008 | Bolondok aranya        | Fool's Gold                    | Igen       | Igen       |
| 2010 | Exférj újratöltve      | The Bounty Hunter              | Igen       | Nem        |
| 2016 |                        | Wild Oats                      | Igen       | Nem        |
| 2020 | A titok – Merj álmodni | The Secret: Dare to Dream      | Igen       | Igen       |
| 2024 | 234-es egység          | Unit 234                       | Igen       | Nem        |

### Televízió
| Év        | Magyar cím                  | Eredeti cím                          | Feladatkör | Feladatkör | Feladatkör | Megjegyzések                      |
| Év        | Magyar cím                  | Eredeti cím                          | Rendező    | Író        | Producer   | Megjegyzések                      |
| --------- | --------------------------- | ------------------------------------ | ---------- | ---------- | ---------- | --------------------------------- |
| 1988      | Mozgó célpont               | Moving Target                        | Nem        | Igen       | Igen       | tévéfilm                          |
| 1989–1991 |                             | The Wonder Years                     | 2 epizód   | Nem        | Nem        |                                   |
| 1990      |                             | Ferris Bueller                       | 1 epizód   | 1 epizód   | Nem        |                                   |
| 1990–1991 | Parker Lewis sohasem veszít | Parker Lewis Can't Lose              | 4 epizód   | Nem        | Nem        |                                   |
| 1992      |                             | Keep the Change                      | Igen       | Nem        | Nem        | tévéfilm                          |
| 1992      |                             | Bill & Ted's Excellent Adventures    | Igen       | Nem        | Nem        | - próbaepizód - (nem mutatták be) |
| 1992      |                             | Desperate Choices: To Save My Child  | Igen       | Nem        | Nem        | tévéfilm                          |
| 1992      |                             | Great Scott!                         | 1 epizód   | Nem        | Nem        |                                   |
| 1992      | Könyörtelen vadászat        | What She Doesn't Know                | Nem        | Igen       | Nem        | tévéfilm                          |
| 1993      |                             | The Amy Fisher Story                 | Igen       | Nem        | Nem        | tévéfilm                          |
| 1993      | Vadnyugati fejvadász        | The Adventures of Brisco County, Jr. | 2 epizód   | Nem        | Nem        |                                   |
| 1993      |                             | South of Sunset                      | 1 epizód   | Nem        | Nem        |                                   |
| 1994      |                             | The Byrds of Paradise                | 1 epizód   | Nem        | Nem        |                                   |
| 1995      | Sliders                     | Sliders                              | 1 epizód   | Nem        | Nem        |                                   |
| 2002      |                             | The American Embassy                 | 1 epizód   | Nem        | Igen       |                                   |
| 2006      |                             | The Wedding Album                    | Igen       | Igen       | Igen       | tévéfilm                          |
| 2009      |                             | Operating Instructions               | Igen       | Nem        | Igen       | tévéfilm                          |
| 2011      |                             | Thunderballs                         | Igen       | Nem        | Nem        | tévéfilm                          |
| 2011–2016 |                             | E:60                                 | Nem        | Nem        | Vezető     | - dokumentumsorozat - 58 epizód   |
| 2013      |                             | Betas                                | 1 epizód   | Nem        | Nem        |                                   |
| 2018–2021 | A Kominsky-módszer          | The Kominsky Method                  | 11 epizód  | Nem        | 8 epizód   |                                   |

### Színészként
- Grease (1978)
- Sgt. Pepper's Lonely Hearts Club Band (1978)
- Meztelenek és bolondok (1979)
- Őrült éjjel (1980)
- Grease 2. (1982)